# Mont Sergief
El mont Sergief és un petit estratovolcà que es troba a l'illa d'Atka, a les illes Aleutianes, a l'estat d'Alaska, Estats Units. El cim s'eleva fins als 560 msnm. La darrera erupció va ser durant el Plistocè.